# Eugène Delaroue
Eugène Delaroue, né le 4 avril 1864 à Saint-Dié (Vosges) et mort le 21 avril 1935 dans le 7e arrondissement de Paris (Seine), est un homme politique français.

## Biographie
Licencié en philosophie en 1884, il est nommé professeur à Beauvais, puis à Melun au collège Jacques Amyot. Il poursuit ses études jusqu'à un doctorat en droit obtenu en 1902, et s'inscrit d'ailleurs au barreau de Paris en 1915.
D'abord proche des milieux socialistes, il rejoint ensuite le Parti radical. Élu maire de Melun de 1904 à 1919, il est député de Seine-et-Marne du 10 mai 1914 au 7 décembre 1919, après deux échecs successifs, en 1906 et 1910. En juin 1911, il fait renommer la place des Marronniers en en place Lucien-Auvert.
Parlementaire actif, il se situe à l'aile gauche du Parti radical, étant favorable, par exemple, à la gratuité de l'enseignement secondaire ou au développement d'une législation sociale.
Battu en 1919, il ne se représente pas aux municipales et reprend l'enseignement à Paris, au lycée Charlemagne, puis au lycée Janson-de-Sailly, jusqu'en 1929.
En 1924, il se présente aux élections partielles municipales de Melun mais perd par 15 voix contre 10 face à M. Houdard.

## Hommage
À Dammarie-les-Lys, la rue Eugène-Delaroue a été nommée en son honneur.